# Giacomo Da Re
Giacomo Da Re (Treviso, 29 marzo 1999) è un rugbista a 15 italiano, utility back (apertura/estremo) del Benetton.

## Biografia
Prodotto del vivaio del Benetton, entrò nel club a sei anni per uscirne temporaneamente a sedici con destinazione Accademia FIR di Mogliano Veneto per un biennio.
Dopo i due anni nella scuola federale debuttò in massima divisione con il Mogliano, presso il quale rimase in totale quattro stagioni, guadagnando anche la convocazione in nazionale U-20 per il mondiale di categoria in Argentina del 2019.
Rientrato al Benetton nel 2021, fu anche permit player del Rovigo durante la stagione d'esordio in Pro14 con il club trevigiano, per poi divenire esclusivamente biancoverde dal 2022, anno d'esordio in nazionale maggiore, avvenuto a Lisbona contro il Portogallo.
Un anno più tardi ha ricevuto la convocazione nella rosa italiana partecipante alla Coppa del Mondo 2023 in Francia.